# 1465
Il 1465 (MCDLXV in numeri romani) è un anno  del XV secolo.

## Eventi
- I genovesi vengono espulsi da Cipro.
- Viene dato alle stampe il primo libro in Italia: il De oratore di Cicerone.
- Paolo II emette una bolla che pone fine ai tentativi di conciliazione con gli hussiti.
- Marzo - In Francia, ha inizio la Lega del bene pubblico, una rivolta di nobili contro Luigi XI di Francia. Le ostilità terminarono in ottobre, quando il re di Francia concesse numerose terre ai nobili rivoltosi.

## Nati
- 6 febbraio - Scipione del Ferro, matematico italiano († 1526)
- 24 febbraio - Lorenzo Violi, notaio e scrittore italiano († 1556)
- 16 marzo - Cunegonda d'Austria, nobile († 1520)
- 10 giugno - Mercurino Arborio di Gattinara, politico, umanista e cardinale italiano († 1530)
- 24 giugno - Isabella del Balzo, regina († 1533)
- 17 agosto - Filiberto I di Savoia, duca († 1482)
- 8 settembre - Diogo Lopes de Sequeira, esploratore e ammiraglio portoghese († 1530)
- 18 settembre - Giorgio Luti, religioso italiano († 1491)
- 14 ottobre - Konrad Peutinger, umanista, antiquario e diplomatico tedesco († 1547)
- 30 novembre - Mehmed I Giray, sovrano russo († 1523)
- 11 dicembre - Ashikaga Yoshihisa, militare giapponese († 1489)
- Francisco Álvares, presbitero, missionario e esploratore portoghese
- Giano Anisio, umanista italiano
- Ayşe Sultan, principessa ottomana († 1515)
- Giovanni Badoer, poeta, politico e diplomatico italiano († 1535)
- Domenico da Cortona, architetto e intagliatore italiano († 1549)
- Ettore Boezio, storico scozzese († 1536)
- Juan de Borgoña, pittore spagnolo († 1534)
- Andrea Buondelmonti, arcivescovo cattolico italiano († 1542)
- Guglielmo Caetani, II duca di Sermoneta, militare italiano († 1519)
- Caterina di Pomerania-Wolgast, nobile tedesca († 1526)
- Gaspard I de Coligny, militare francese († 1522)
- Littifredi Corbizi, miniatore italiano († 1520)
- William Cornysh, compositore, drammaturgo e poeta inglese († 1523)
- Beatriz Enríquez de Arana, spagnola († 1521)
- Cassandra Fedele, umanista italiana († 1558)
- Andrea Ferrucci, scultore italiano († 1526)
- Battista Fiera, medico, poeta e filosofo italiano († 1538)
- Beatriz Galindo, scrittrice, umanista e umanista spagnola († 1534)
- Dmitrij Gerasimov, diplomatico, filologo e scrittore russo († 1535)
- Piri Mehmed Pascià, politico ottomano († 1532)
- Francesco Melanzio, pittore italiano († 1526)
- Fiammetta Michaelis, italiana († 1512)
- Guglielmo Raimondo VI Moncada, nobile, politico e militare italiano († 1510)
- Dionigi Naldi, condottiero italiano († 1510)
- Jan Provoost, pittore fiammingo († 1529)
- Fernando de Rojas, scrittore spagnolo († 1541)
- Alessandro Sforza di Francavilla, condottiero italiano († 1523)
- Shō Shin, re giapponese († 1527)
- Johann von Staupitz, abate e teologo tedesco († 1524)
- Johann Tetzel, religioso tedesco († 1519)
- Scaramuccia Trivulzio, cardinale e vescovo cattolico italiano († 1527)
- Diego Velázquez de Cuéllar, esploratore spagnolo († 1524)
- Gil Vicente, drammaturgo e poeta portoghese († 1536)
- Visunarat, sovrano laotiano († 1520)
- Leonardo del Tasso, scultore e intagliatore italiano
- Francesco di Bartolomeo del Giocondo, nobile e mercante italiano († 1538)
- Giovanna di Borbone-Vendôme, nobile francese († 1511)
- Enrico VIII di Waldeck, nobile tedesco († 1513)

## Morti
- 5 gennaio - Carlo di Valois-Orléans, nobile francese (n. 1394)
- 8 gennaio - Simone Beccadelli di Bologna, arcivescovo cattolico e politico italiano (n. 1419)
- 13 gennaio - Elisabetta di Brandeburgo, principessa (n. 1425)
- 29 gennaio - Ludovico di Savoia, duca (n. 1413)
- 1º febbraio - Dénes Szécsi, cardinale e arcivescovo cattolico ungherese (n. 1400)
- 20 marzo - Maria Stuart, principessa scozzese (n. 1427)
- 22 marzo - Ludovico Scarampi Mezzarota, cardinale, condottiero e medico italiano (n. 1401)
- 30 marzo - Isabella di Chiaromonte, sovrana italiana (n. 1424)
- 26 aprile - Guglielmo Raimondo IV Moncada, nobile, politico e militare italiano
- 12 maggio - Tommaso Paleologo, bizantino (n. 1409)
- 15 maggio - Maddalena Albrici, religiosa italiana (n. 1390)
- 14 luglio - Jacopo Piccinino, condottiero italiano (n. 1423)
- 16 luglio - Pierre de Brézé, militare francese (n. 1412)
- 18 luglio - Gaetano da Thiene, filosofo, medico e religioso italiano (n. 1387)
- 27 luglio - Margherita di Brandeburgo, principessa (n. 1410)
- 23 agosto - Georg Hack von Themeswald, vescovo cattolico tedesco
- 4 settembre - Louis d'Albret, cardinale e vescovo cattolico francese (n. 1422)
- 7 settembre - Antonio da Bitonto, teologo e religioso italiano (n. 1385)
- 23 settembre - Matteo II di Alessandria, vescovo cristiano orientale egiziano
- 25 settembre - Isabella di Borbone, nobile francese (n. 1436)
- 20 novembre - Domenico Malatesta, condottiero italiano (n. 1418)
- 13 dicembre - Agnese del Maino, nobile italiana
- Abu Nasr Saʿd, sultano
- Abu Muhammad Abd al-Haqq II, sultano berbero (n. 1420)
- Apollonio di Giovanni, pittore e miniatore italiano
- Barbara di Sassonia-Wittenberg, nobile tedesca (n. 1405)
- Perrissona Gappit, agricoltrice svizzera
- Giovanni di Mastro Pedrino, pittore e storico italiano
- Isabella di Braganza, nobile
- Khalilullah I, sovrano azero
- Mallikarjuna Raya, indiano
- Gian Galeazzo II Manfredi, condottiero italiano (n. 1418)
- Joanot Martorell, scrittore spagnolo (n. 1410)
- Massimo di Lello di Cecco, mercante italiano
- Penelope Orsini, nobildonna italiana
- Galasso II Pio, politico italiano
- Sara Khatun, principessa azera (n. 1403)
- Jacopino da Tradate, scultore italiano

## Calendario
| Calendario 1465 | Calendario 1465 | Calendario 1465 | Calendario 1465 | Calendario 1465 | Calendario 1465 | Calendario 1465 | Calendario 1465 | Calendario 1465 | Calendario 1465 | Calendario 1465 | Calendario 1465 | Calendario 1465 | Calendario 1465 | Calendario 1465 | Calendario 1465 | Calendario 1465 | Calendario 1465 | Calendario 1465 | Calendario 1465 | Calendario 1465 | Calendario 1465 | Calendario 1465 | Calendario 1465 | Calendario 1465 | Calendario 1465 | Calendario 1465 | Calendario 1465 | Calendario 1465 | Calendario 1465 | Calendario 1465 | Calendario 1465 | Calendario 1465 |
| --------------- | --------------- | --------------- | --------------- | --------------- | --------------- | --------------- | --------------- | --------------- | --------------- | --------------- | --------------- | --------------- | --------------- | --------------- | --------------- | --------------- | --------------- | --------------- | --------------- | --------------- | --------------- | --------------- | --------------- | --------------- | --------------- | --------------- | --------------- | --------------- | --------------- | --------------- | --------------- | --------------- |
|                 | 1               | 2               | 3               | 4               | 5               | 6               | 7               | 8               | 9               | 10              | 11              | 12              | 13              | 14              | 15              | 16              | 17              | 18              | 19              | 20              | 21              | 22              | 23              | 24              | 25              | 26              | 27              | 28              | 29              | 30              | 31              |                 |
| Gennaio         | Ma              | Me              | Gi              | Ve              | Sa              | Do              | Lu              | Ma              | Me              | Gi              | Ve              | Sa              | Do              | Lu              | Ma              | Me              | Gi              | Ve              | Sa              | Do              | Lu              | Ma              | Me              | Gi              | Ve              | Sa              | Do              | Lu              | Ma              | Me              | Gi              |                 |
| Febbraio        | Ve              | Sa              | Do              | Lu              | Ma              | Me              | Gi              | Ve              | Sa              | Do              | Lu              | Ma              | Me              | Gi              | Ve              | Sa              | Do              | Lu              | Ma              | Me              | Gi              | Ve              | Sa              | Do              | Lu              | Ma              | Me              | Gi              |                 |                 |                 |                 |
| Marzo           | Ve              | Sa              | Do              | Lu              | Ma              | Me              | Gi              | Ve              | Sa              | Do              | Lu              | Ma              | Me              | Gi              | Ve              | Sa              | Do              | Lu              | Ma              | Me              | Gi              | Ve              | Sa              | Do              | Lu              | Ma              | Me              | Gi              | Ve              | Sa              | Do              |                 |
| Aprile          | Lu              | Ma              | Me              | Gi              | Ve              | Sa              | Do              | Lu              | Ma              | Me              | Gi              | Ve              | Sa              | Do              | Lu              | Ma              | Me              | Gi              | Ve              | Sa              | Do              | Lu              | Ma              | Me              | Gi              | Ve              | Sa              | Do              | Lu              | Ma              |                 |                 |
| Maggio          | Me              | Gi              | Ve              | Sa              | Do              | Lu              | Ma              | Me              | Gi              | Ve              | Sa              | Do              | Lu              | Ma              | Me              | Gi              | Ve              | Sa              | Do              | Lu              | Ma              | Me              | Gi              | Ve              | Sa              | Do              | Lu              | Ma              | Me              | Gi              | Ve              |                 |
| Giugno          | Sa              | Do              | Lu              | Ma              | Me              | Gi              | Ve              | Sa              | Do              | Lu              | Ma              | Me              | Gi              | Ve              | Sa              | Do              | Lu              | Ma              | Me              | Gi              | Ve              | Sa              | Do              | Lu              | Ma              | Me              | Gi              | Ve              | Sa              | Do              |                 |                 |
| Luglio          | Lu              | Ma              | Me              | Gi              | Ve              | Sa              | Do              | Lu              | Ma              | Me              | Gi              | Ve              | Sa              | Do              | Lu              | Ma              | Me              | Gi              | Ve              | Sa              | Do              | Lu              | Ma              | Me              | Gi              | Ve              | Sa              | Do              | Lu              | Ma              | Me              |                 |
| Agosto          | Gi              | Ve              | Sa              | Do              | Lu              | Ma              | Me              | Gi              | Ve              | Sa              | Do              | Lu              | Ma              | Me              | Gi              | Ve              | Sa              | Do              | Lu              | Ma              | Me              | Gi              | Ve              | Sa              | Do              | Lu              | Ma              | Me              | Gi              | Ve              | Sa              |                 |
| Settembre       | Do              | Lu              | Ma              | Me              | Gi              | Ve              | Sa              | Do              | Lu              | Ma              | Me              | Gi              | Ve              | Sa              | Do              | Lu              | Ma              | Me              | Gi              | Ve              | Sa              | Do              | Lu              | Ma              | Me              | Gi              | Ve              | Sa              | Do              | Lu              |                 |                 |
| Ottobre         | Ma              | Me              | Gi              | Ve              | Sa              | Do              | Lu              | Ma              | Me              | Gi              | Ve              | Sa              | Do              | Lu              | Ma              | Me              | Gi              | Ve              | Sa              | Do              | Lu              | Ma              | Me              | Gi              | Ve              | Sa              | Do              | Lu              | Ma              | Me              | Gi              |                 |
| Novembre        | Ve              | Sa              | Do              | Lu              | Ma              | Me              | Gi              | Ve              | Sa              | Do              | Lu              | Ma              | Me              | Gi              | Ve              | Sa              | Do              | Lu              | Ma              | Me              | Gi              | Ve              | Sa              | Do              | Lu              | Ma              | Me              | Gi              | Ve              | Sa              |                 |                 |
| Dicembre        | Do              | Lu              | Ma              | Me              | Gi              | Ve              | Sa              | Do              | Lu              | Ma              | Me              | Gi              | Ve              | Sa              | Do              | Lu              | Ma              | Me              | Gi              | Ve              | Sa              | Do              | Lu              | Ma              | Me              | Gi              | Ve              | Sa              | Do              | Lu              | Ma              |                 |